# Kurama-Tengu (Nō)

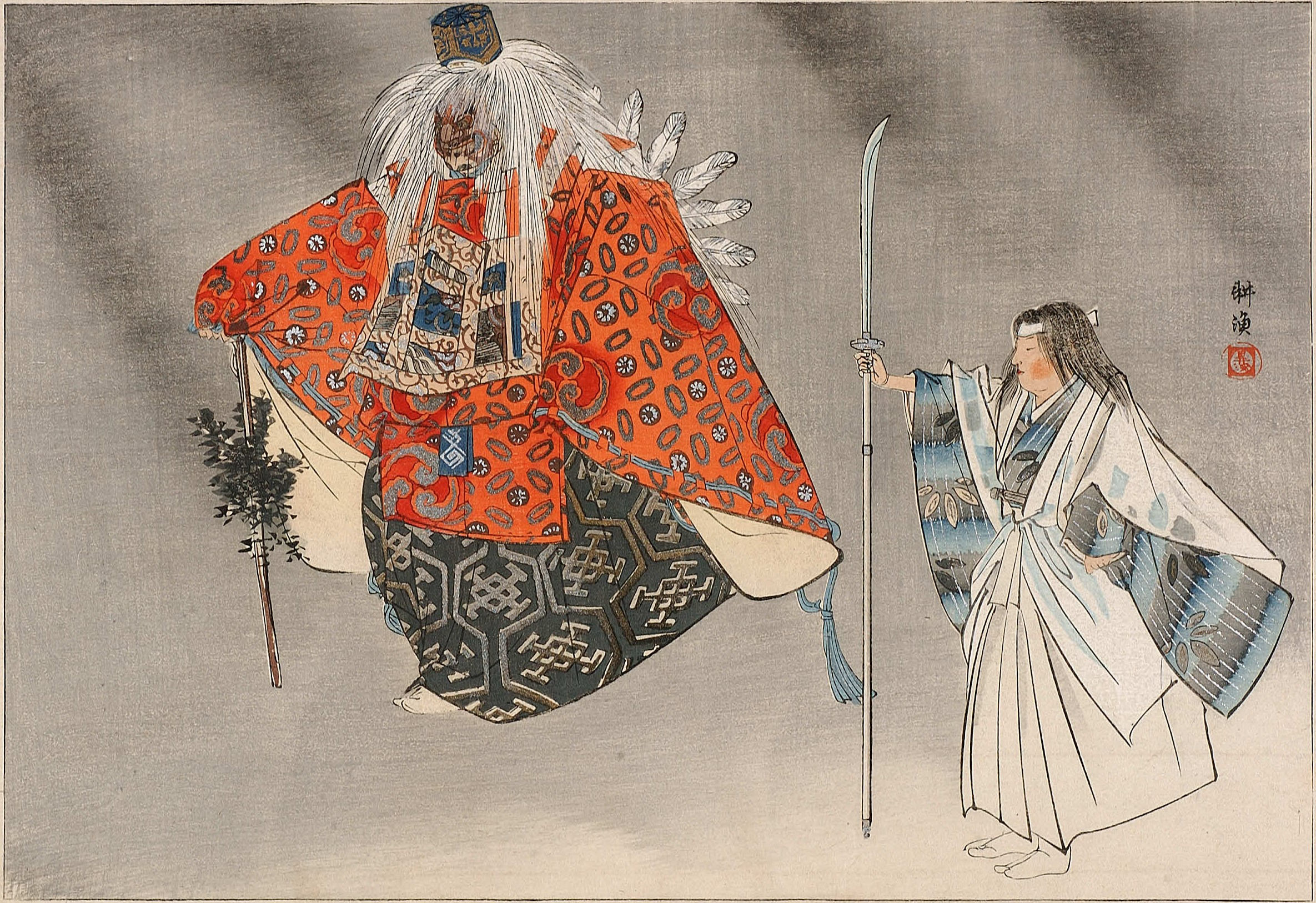
Szene aus Kurama Tengu

Kurama-Tengu (japanisch 鞍馬 天狗),  ist der Titel eines Nō-Dramas von Seami. Es ist im Rahmen der Nō-Kategorie ein Fünftspiel.

## Vorbemerkung
Ort der Handlung ist der Kuramayama, der „Sattelroß-“ oder „Rappenberg“ im Norden Kyōtos mit seinem dichten, dunklen Wald. Es treten ungewöhnlich viele Personen auf:
- Shite I: Ein wandernder Priester
- Shite II: Der große Tengu
- Kind I: Ushiwaka[A 2]
- Kind II: wie Kind
- Kinder: mehrere Kinder Taira des Taira-Klans
- Waki: Mönch aus den Osttal
- Waki-zure: mehrere Mönche
- Ai: Bote aus dem Westtal

## Handlung
1. Akt:
  1. Vorspiel: Der Große Tengu tritt als Bergmönch (Shite I) auf und betrachtet die Blütenpracht des Kurama-Tempels.
  2. Der Bote des Westtals (Ai) tritt auf. Der Bote hat ein Schreiben mitgebracht, eine Einladung an die Mönche des Osttals, die Blüten des Westtals, die grade in vollster Pracht stehen, anzuschauen. Ushiwaka (Kind) mit fünf, sechs anderen edlen Knaben aus dem Taira-Geschlecht, treten zusammen mit dem Mönch des Osttals (Waki) und seinen beiden Begleitern (Wakizure) auf. Erstchor (Age-uta):„Die Blüten sind so schön, dass es kaum einer besonderen Einladung bedarf“.
  3. Im Westtal. Gespräch zwischen den Mönchen des Osttals mit dem Boten des Westtals. Letzterer tanzt etwas vor, bemerkt dann den fremden Bergmönch und möchte ihn, da er eine Störung befürchtet, fortjagen. Der Osttalmönch versucht zu vermitteln, aber der Bote möchte immer noch den Bergmönch fortgejagt sehen. Der Mönch geht mit den Knaben, Ushiwaka ausgenommen, ab. Der Bote geht ebenso ab.
  4. Gesang des Bergmönchs: „Wo Blüten blühen im Frühling, kehr man ein, und niemand fragt, ist es ein Fremder, ist es ein Freund. Die edle Milde scheint den Mönchen fremd, wo doch der gnadenreiche Buddha ihren Altar ziert.“ Gespräch zwischen Ushiwaka und dem Bergmönch: Ushiwaka erklärt, er sei geblieben, weil er nicht zu den Taira gehöre. Der Bergmönch, der ihn kennt, tröstet ihn. Ushiwaka bedankt sich und fragt den Bergmönch, wer er sei. Der verbirgt sich nun nicht länger und antwortet, er sei der Große Tengu. Der Chor rezitiert, „Die Taira müssen gestürzt werden.“ Der Bergmönch und Ushiwaka gehen ab.

1. Akt:
  1. Ushiwaka tritt auf. Chor: „Und kommen Teufel und Dämonen, er ist wie die Bergkirschblüte, kühn und schön im Wettersturm“. Nun tritt der Große Tengu (Shite II) in wahrer Gestalt auf mit Gefolge auf. Tengu und Chor beschreiben in Wechselrede die mitgekommenen Berggeister. Der Tengu fragt, warum Ushiwaka bei den kämpferischen Übungen mit den kleinen Berggeistern so rücksichtsvoll und schonend umgehe. Ushiwaka antwortet, er tue das, um jeden Tadel des Großen Tengu zu vermeiden. Der Tengu findet darin dieselbe ritterliche Gesinnung, die einst Zhang Liang[A 3] gezeigt habe. Nun lehrt der Große Tengu im Tanz die Kunst des Fechtens, wobei sich Ushiwaka als guter Gegner erweist. Er ist es, der die Taira vernichten kann. Der große Tengu erklärt, ihn immer trösten und schützen zu wollen und entschwindet. Auch Ushiwaka geht ab.

## Sonstiges
„Kurama Tengu“ kommt im Titel einer ganzen Serie von Novellen von Osaragi Jirō vor. Weiter gibt es „Kurama tengu – Kakubējishi no maki“ von Makino Masahiro (1938), wobei Kakubējishi (角兵衛獅子) ein ländliches Nō in der Präfektur Niigata bezeichnet, und „Kurama Tengu – Geheime Mission“ (鞍馬天狗・薩摩密使 Kurama tengu Satsuma misshi) mit Regisseur Suganuma Kanji und Kamera Kazuo Miyagawa.